# Арильная группа
Арильная группа (арил) — в химии группа углеводородных радикалов, производная от простого ароматического кольца, в котором удалён один атом водорода. В названии углеводорода применяется суффикс -yl (-ил), например, индолил, фенил и т. д. Арильную группу часто называют просто «арил». В химических формулах обозначается Ar, что совпадает с обозначением химического элемента аргона, но смешивание этих понятий маловероятно, так как арильная группа используется в соединениях органической химии, а аргон — инертный газ, способность которого образовывать вообще какие-либо соединения по состоянию на 2021 год не доказана.

## Примеры арильных групп
- Фенильная группа C6H5 — простейшая из арильных групп.
- Толильная группа CH3C6H4
- Ксилильная группа (CH3)2C6H3
- Нафтильная группа C10H7

## Получение

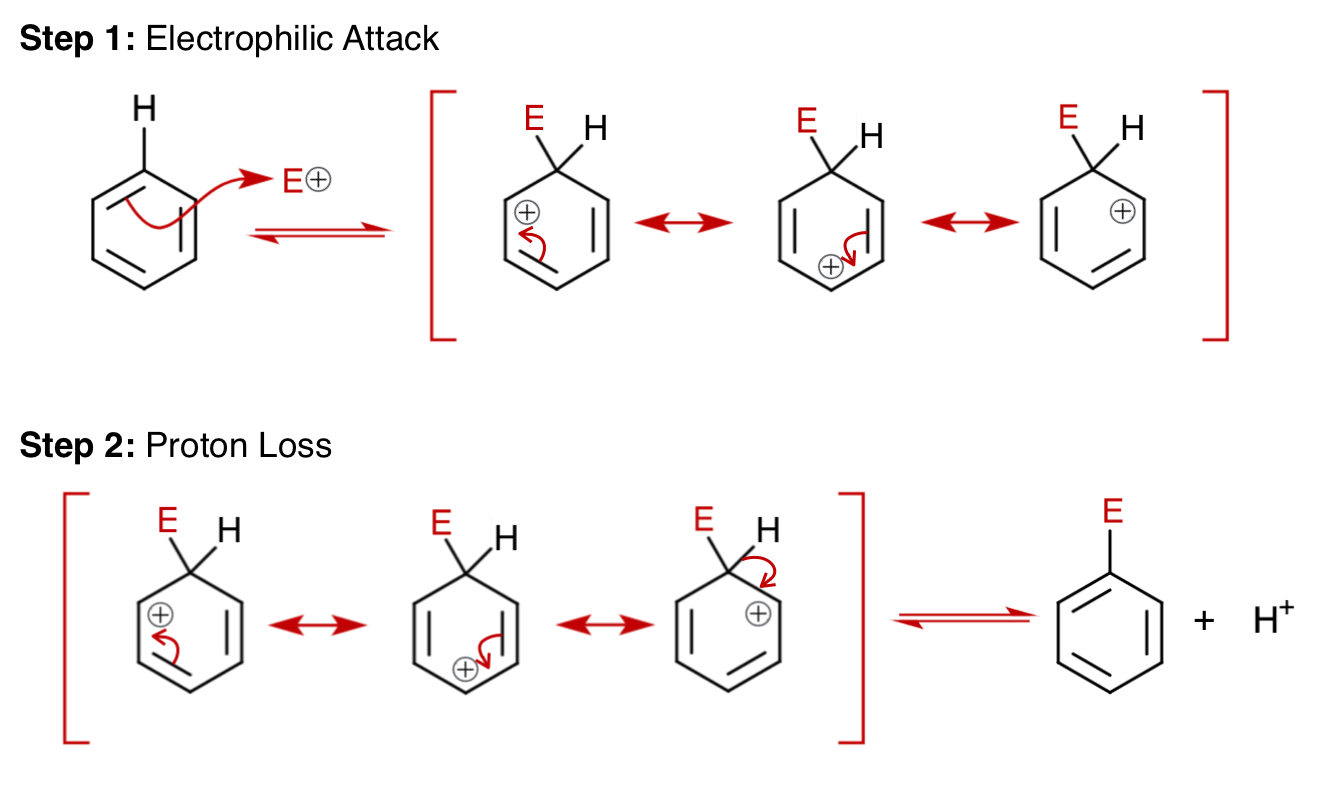
Схема реакции получения арильной группы

Бензольные кольца имеют делокализованную пи-систему электронов, которая создаёт области с высоким отрицательным зарядом. Это делает ароматические соединения более подверженными воздействию электрофильных реагентов. Однако из-за высокой стабильности бензольных колец они будут реагировать только с высокореактивными электрофилами и будут подвергаться только реакциям замещения (но не реакциям присоединения). Необычная стабильность бензола объясняется его способностью делокализовывать заряды с помощью резонанса. Электрофильное ароматическое замещение бензола происходит в два основных этапа: электрофильная атака и потеря протонов. На рисунке представлен общий механизм реакции электрофильного ароматического замещения.
Примером такой реакции является реакция между бромом и бензолом. В этой реакции атом брома заменяет атом водорода в бензольном кольце, в результате чего получается бромбензол, арилгалогенид. Однако из-за нереактивной природы бензола необходим катализатор, такой как хлорид алюминия. Формула для этой реакции такова: C6H6 + 0.5Br2 → C6H5Br.